# Jessy Gálvez López
Jessy Gálvez López est un footballeur belge né le 17 juillet 1995 à Charleroi. Il joue au poste de milieu de terrain à la RAAL La Louvière.